# 226 TCN
226 TCN là một năm trong lịch La Mã.